# Сильвестер (Джорджія)
Сильвестер (англ. Sylvester) — місто (англ. city) в США, в окрузі Ворт штату Джорджія. Населення — 5644 особи (2020).

## Географія
Сильвестер розташований за координатами 31°31′47″ пн. ш. 83°50′11″ зх. д. / 31.52972° пн. ш. 83.83639° зх. д. (31.529830, -83.836457).  За даними Бюро перепису населення США в 2010 році місто мало площу 16,08 км², з яких 15,98 км² — суходіл та 0,10 км² — водойми. В 2017 році площа становила 17,09 км², з яких 16,99 км² — суходіл та 0,10 км² — водойми.

## Демографія
Згідно з переписом 2010 року, у місті мешкало 6188 осіб у 2286 домогосподарствах у складі 1584 родин. Густота населення становила 385 осіб/км².  Було 2541 помешкання (158/км²).
Расовий склад населення:
| - 59,6 % — чорних або афроамериканців - 38,5 % — білих - 0,6 % — азіатів |

До двох чи більше рас належало 1,1 %. Частка іспаномовних становила 1,1 % від усіх жителів.
За віковим діапазоном населення розподілялося таким чином: 27,7 % — особи молодші 18 років, 57,5 % — особи у віці 18—64 років, 14,8 % — особи у віці 65 років та старші. Медіана віку мешканця становила 34,6 року. На 100 осіб жіночої статі у місті припадало 78,1 чоловіків;  на 100 жінок у віці від 18 років та старших — 72,7 чоловіків також старших 18 років.
Середній дохід на одне домашнє господарство  становив 42 744 долари США (медіана — 28 414), а середній дохід на одну сім'ю — 49 764 долари (медіана — 34 306). За межею бідності перебувало 28,7 % осіб, у тому числі 38,6 % дітей у віці до 18 років та 11,0 % осіб у віці 65 років та старших.
Цивільне працевлаштоване населення становило 2383 особи. Основні галузі зайнятості: освіта, охорона здоров'я та соціальна допомога — 26,1 %, мистецтво, розваги та відпочинок — 14,7 %, роздрібна торгівля — 13,3 %, виробництво — 12,2 %.